# Jefferson (Ohio)
Jefferson ist ein Village im Ashtabula County, Ohio, Vereinigte Staaten. Das U.S. Census Bureau hat bei der Volkszählung 2020 eine Einwohnerzahl von 3.226 ermittelt. Sie ist der Verwaltungssitz (County Seat) des Ashtabula Countys.

## Geschichte
Seit der Gründung des Ashtabula Countys im Jahr 1807 ist Jefferson der County Seat. Das erste Verwaltungsgebäude wurde 1811 errichtet.
Jefferson liegt an einer Eisenbahnlinie und in der Nähe des Eriesees. Trotzdem wuchs der Ort nur sehr langsam. Um 1880 wohnten nur etwa 1000 Personen im Dorf. Viele Bauern aus der Umgebung kauften hier Saatgut für ihre Felder. Auch im 20. Jahrhundert nahm die Bevölkerung von Jefferson nicht maßgeblich zu, während die Nachbarorte Ashtabula und Conneaut eine deutlich größere Bevölkerungszahl aufwiesen. Heute sind die Bevölkerungszahlen von Jefferson sogar rückläufig, weil viele Einwohner in die größeren Orte Ohios ziehen, weil es dort bessere Verdienstmöglichkeiten gibt.

## Veranstaltungen
Jährliche Veranstaltungen in Jefferson umfassen die Ashtabula County Fair, das Strawberry Festival, Jefferson Days und das Covered Bridge Festival.

## Persönlichkeiten

### Söhne und Töchter der Stadt
- Theodore E. Burton (1851–1929), Kongressabgeordneter und Senator
- L. Paul Howland (1865–1942), Politiker
- Harold Gleason (1892–1980), Organist und Musikwissenschaftler
- George Van Tassel (1910–1978), Mechaniker, Pilot, Ufologe und Autor
- George E. Pake (1924–2004), Physiker

### Persönlichkeiten mit Bezug zur Stadt
- Joshua Reed Giddings (1795–1864), Kongressabgeordneter; begraben in Jefferson[2]
- Benjamin Wade (1800–1878), Senator; lebte und starb in Jefferson
- Julius C. Burrows (1837–1915), Politiker; arbeitete als Anwalt in Jefferson
- Benjamin H. Clover (1837–1899), Politiker
- Elbert L. Lampson (1852–1930), Politiker; starb in Jefferson